# 京都交通 (舞鶴)

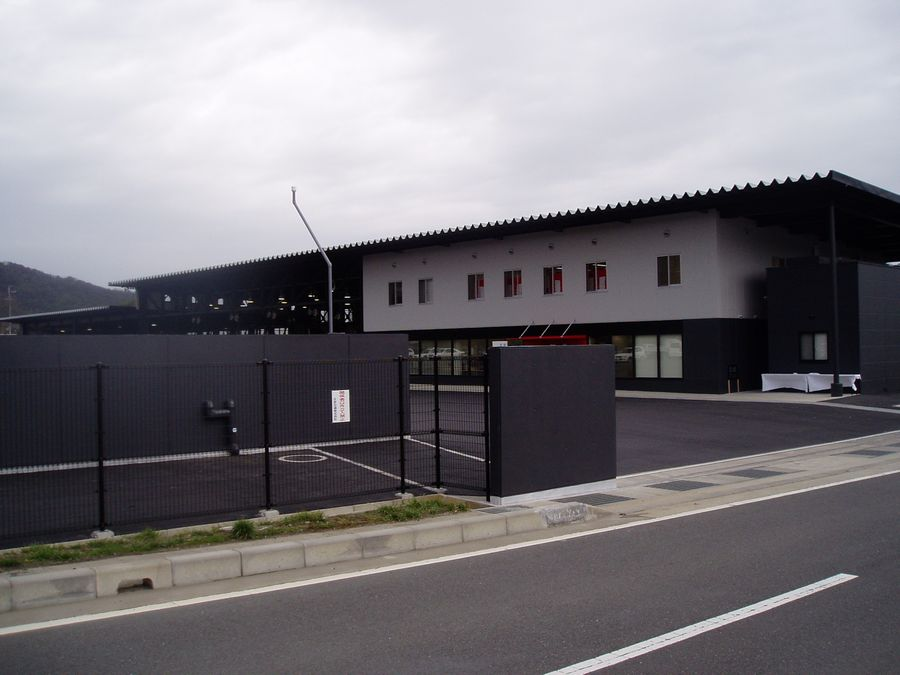
京都交通舞鶴営業所

京都交通 (舞鶴)（きょうとこうつう まいづる）は、京都府北部中丹地域でバスを運行する京都交通株式会社の通称である。本社及び登記上の本店は大阪府大阪市淀川区野中北一丁目2番15号（大タク内）、舞鶴営業所は京都府舞鶴市大字喜多小字新宮1048番地27。
会社更生法により更生手続中のバス事業者・京都交通 (亀岡)から舞鶴支社（京都府北部地域）の営業を譲り受けるために、日本交通 (大阪府)の子会社として設立された。2006年3月21日には舞鶴市の喜多工業団地内に本社機能を持たせた事務所と車両整備工場が新設された。
PiTaPa・ICOCA等の交通系ICカードは導入していない。

## 歴史
- 2004年（平成16年）：日本交通 (大阪府)の子会社として新京都交通（本店登記は大阪府大阪市淀川区）を設立。
- 2005年（平成17年）
  - 4月1日：京都交通 (亀岡)から京都府北部の路線（舞鶴支社運行路線で、綾部市内の路線の大部分を除く）を譲り受ける。京都交通に社名変更。東舞鶴営業所は舞鶴営業所に名称変更。
    - これにより、従来からの「京都交通」と日本交通 (大阪)の子会社の「京都交通」という、資本関係の全く異なる2つの京都交通というバス会社が存在する（類似のケースに東京都と栃木県の「関東バス」がある）こととなったが、京都交通 (亀岡)が2005年（平成17年）7月1日に路線バス事業を京阪京都交通に譲渡しバス事業から撤退したため、2つの京都交通の状態は3か月で解消された。

  - 7月15日：舞鶴 - 大阪（なんば）間、舞鶴 - 神戸（三宮）間の高速バス2路線を運行開始。
- 2006年（平成18年）
  - 3月20日：福知山地区の市内北循環線を廃止。
  - 3月21日：市場車庫と市場車庫内にあった舞鶴営業所、京田事務所、愛宕車両整備工場を廃止し、本社機能と舞鶴営業所、車両整備工場、車庫を喜多工業団地内に移転竣工。併せて、路線バスダイヤを西舞鶴駅基点に一新。また、福知山 - 神戸（三宮）間の高速バスを運行開始。
  - 11月26日：ミント神戸のオープンに併せ、高速バス「神戸三宮線」ダイヤを改正。併せて要望の多かった舞鶴 - 大阪（なんば）間の高速バスを1往復増便。
- 2008年（平成20年）10月21日：高浜線を西舞鶴駅前 - 高浜駅前から、東舞鶴駅前 - 高浜駅前に運転区間を短縮[1]。
- 2009年（平成21年）4月1日：舞鶴 - 神戸間の高速バスを1往復増便。
- 2010年（平成22年）4月30日：舞鶴 - 神戸間の高速バスを1往復増便。
- 2011年（平成23年）
  - 8月1日：舞鶴 - 大阪間の高速バスを1往復増便。舞鶴フェリーターミナルバス停新設。
  - 10月1日：福知山地区の堀市内線を廃止。
- 2012年（平成24年）
  - 10月1日：福知山地区の室循環線を廃止。
  - 12月20日：舞鶴 - 京都線を2往復増便。小浜駅へ運転区間を延伸。
- 2013年（平成25年）
  - 4月21日：舞鶴 - 神戸間の高速バスを1往復増便。
  - 5月7日：大江線（西舞鶴 ‐ 大和工芸（現：福井小学校口））を3往復増便。
- 2015年（平成27年）
  - 7月25日：舞鶴 - 京都線を1往復増便。
  - 10月1日：福知山地区のまちなか循環線を減便。
- 2019年（令和元年）5月12日：この日の運行をもって東京線「シルフィード号」の運行を休止[2]。
- 2021年（令和3年）5月31日：この日の運行をもって文庫山学園線（17・18・27・28）の運行を休止[3]。
- 2024年（令和6年）4月1日：福知山地区の三和線（71・72）を運行開始（西日本ジェイアールバス園福線の代替路線）。
- 2025年（令和7年）4月1日：福知山地区のまちなか循環線天津ルート（15）を運行開始（丹後海陸交通福知山線の代替路線[4]）また、舞鶴地区・福知山地区の路線バスにおいて精神障害者割引を導入[5]（丹後海陸交通では精神障害者割引も利用可能だった）。

## 営業所（車庫）の所在地
全営業所が京都ナンバーである。
- 本社（登記上で大阪市淀川区の大タク本社内）
  - 大阪府大阪市淀川区野中北一丁目2番15号
- 舞鶴営業所（実質上の本社）
  - 京都府舞鶴市大字喜多小字新宮1048番地27
- 福知山営業所（日本交通福知山営業所に隣接）
  - 京都府福知山市篠尾長ケ坪（北羽合）115-11

## 路線

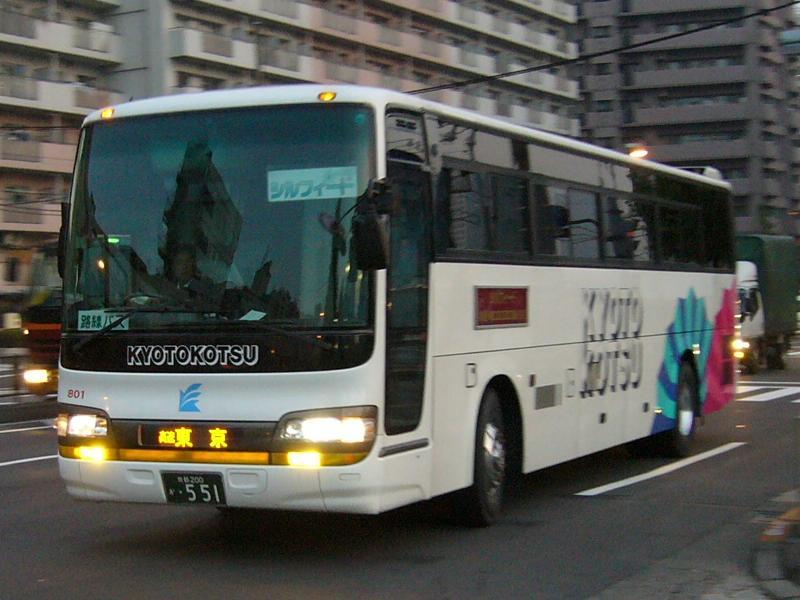
高速バス「シルフィード号」

### 高速
当社の収益の柱となっており、JR西日本のまいづるなどの北近畿特急よりも安価で速いことが特徴。近距離ながら3列シート車を投入するなど快適性が高いことも特徴である。
詳細な運行案内および発券業務・共同運行に関する事項は、当該記事および#外部リンクの京都交通サイトを参照のこと。
- 〜海の京都〜舞鶴赤れんがエクスプレス号（舞鶴 - 京都線）
- スーパーエクスプレス（舞鶴 - 大阪梅田線）
- 舞鶴 - 大阪なんば線
- 舞鶴 - 神戸三宮線
- 福知山 - 神戸三宮線

### 一般

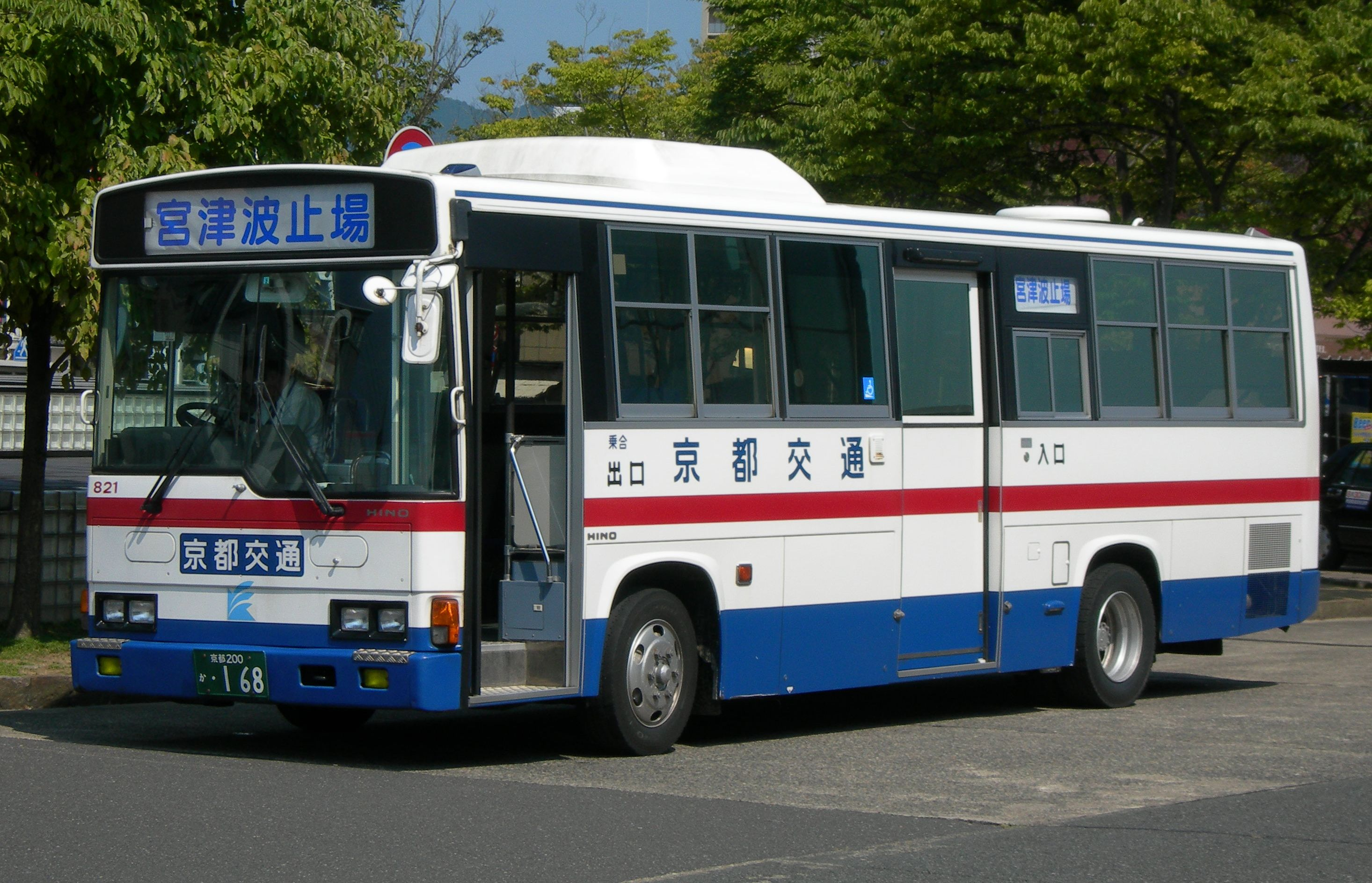
路線バス

詳細な運行案内は、#外部リンクの京都交通サイトを参照のこと。
舞鶴地区（16路線）：数字は系統番号
- 東西循環線
  - 10（左回り） 西舞鶴駅前→千日前→日赤病院前→清道→白鳥団地前→舞鶴医療センター前→東舞鶴駅前→大門通三条→市役所前→造船所前→中舞鶴→上四丁目→道芝口→広小路→千日前→西舞鶴駅前（循環）
  - 20（右回り） 西舞鶴駅前→千日前→広小路→道芝口→上四丁目→中舞鶴→造船所前→市役所前→駅前通三条→東舞鶴駅前→舞鶴医療センター前→白鳥団地前→清道→日赤病院前→千日前→西舞鶴駅前（循環）
- 舞鶴市内線
  - 12/11 市場 - 浮島 - 駅前通三条 - 東舞鶴駅前 - 駅前通三条/大門通三条 - 市役所前 - 雁又センター前（造船所内）
    - 平日のみ運行。

  - 22/21 西舞鶴駅前 - 千日前 - 広小路 - 道芝口 - 上四丁目 - 中舞鶴 - 雁又センター前（造船所内）
    - 平日のみ運行。

  - 13 市場→浮島→駅前通三条→東舞鶴駅前→大門通三条→市役所前→造船所前→中舞鶴→上四丁目→道芝口→広小路→合同庁舎
    - 平日のみ運行。

  - 15 中舞鶴→上四丁目→道芝口→広小路→千日前→西高前
    - 平日のみ運行。
- 高浜線
  - 32/31 東舞鶴駅前 - 駅前通三条 - 浮島 - 市場 - 松尾寺口 - 高浜駅前
- 市場循環線
  - 33 東舞鶴駅前→駅前通三条→浮島→市場→浮島→駅前通三条→東舞鶴駅前（循環）
- 田井・野原線
  - 42/41 東舞鶴駅前 - 駅前通三条 - 浮島 - 市場 - 大波下 - 引揚記念館前 - 大浦小学校前 - 平口 - 野原口 - 田井 - 野原口 - 野原
    - 野原口→田井→野原口→野原→野原口の順に運行。ただし、平日朝田井発の1便は野原を経由しない。
    - 全便平日・土曜（休日の場合を除く）のみ運行。
- 三浜線
  - 44/43 東舞鶴駅前 - 駅前通三条 - 浮島 - 市場 - 大波下 - 引揚記念館前 - 平口 - 大浦小学校前
    - 42/41・46/45系統の区間便に相当する。

  - 46/45 東舞鶴駅前 - 駅前通三条 - 浮島 - 市場 - 大波下 - 引揚記念館前 - 平口 - 大浦小学校前 - 三浜 - 小橋（こばせ）車庫
- 朝来循環線
  - 47（右回り） 東舞鶴駅前→駅前通三条→浮島→市場→大波下→朝来中→安岡→市場→浮島→駅前通三条→東舞鶴駅前（循環）
  - 48（左回り） 東舞鶴駅前→駅前通三条→浮島→市場→安岡→朝来中→大波下→市場→浮島→駅前通三条→東舞鶴駅前（循環）
- 和田線
  - 52/51 東舞鶴駅前 - 駅前通三条/大門通三条 - 市役所前 - 中舞鶴 - 下四丁目 - 和田 - 吉原小学校前 - 広小路 - 千日前 - 西舞鶴駅前
- 長浜循環線
  - 53 東舞鶴駅前→大門通三条→市役所前→中舞鶴→下四丁目→飛行場前→造船所前→市役所前→駅前通三条→東舞鶴駅前（循環）
    - 平日のみ運行。
- 真倉線
  - 56/55 西舞鶴駅前 - 西高前 - 京田 - 真倉駅前 - 真倉
    - 平日のみ運行。
- 大江線
  - 62/61 西舞鶴駅前 - 千日前 - 広小路 - 合同庁舎前 - 福井小学校口 - 八田・由良川学園前 - 加佐分室前 - 地頭 - 大江高校前 - 大江駅前
  - 64/63 西舞鶴駅前 - 千日前 - 広小路 - 合同庁舎前 - 福井小学校口
    - 平日のみ運行。

  - 66 八田・由良川学園前→福井小学校口→合同庁舎前→広小路→千日前→西舞鶴駅前→千日前→日赤病院前
    - 平日のみ運行。
- 常・溝尻循環線
  - 71（左回り） 東舞鶴駅前→駅前通三条→浮島→矢の助→溝尻→堂の奥→与保呂小学校前→舞鶴医療センター前→東舞鶴駅前（循環）
  - 72（右回り） 東舞鶴駅前→舞鶴医療センター前→与保呂小学校前→堂の奥→溝尻→矢の助→浮島→駅前通三条→東舞鶴駅前（循環）

福知山地区（11路線）：数字は系統番号
- まちなか循環線
  - 10（北ルート） 福知山駅前→西本町→市民病院→厄除神社前→治水記念館前→広小路→市役所前→福知山城公園前→市役所前→福知山駅前（循環）
    - 平日のみ運行。

  - 15（天津ルート） 福知山駅前→西本町→市民病院→厄除神社前→厚中問屋→あまづキッチン前→厚中問屋→市民病院→昭和小学校前→西本町→福知山駅前（循環）
  - 平日のみ運行。
  - 11（光秀ルート） 福知山駅前→市役所前→福知山城公園前→三段池→三段池公園→三段池→広小路→西本町→福知山駅前（循環）
    - 土休日のみ運行。2022年10月1日から三段池公園に乗り入れ。

  - 13（南ルート） 福知山駅前→福知山駅南口→夕陽が丘→室→フレスポ福知山前→京都ルネス病院→昭和新町→市民病院→西本町→福知山駅前（循環）
- 堀循環線
  - 17 市民病院→西本町→福知山駅前→市役所前→一宮神社前→本堀→小谷ヶ丘・福知山公立大学前→大師前→自衛隊下→南陵下→市役所前→福知山駅前→総合庁舎前→市民病院（循環）
- 堀市内線
  - 18 市民病院→西本町→福知山駅前→市役所前→一宮神社前→本堀→岩間会館前
    - 平日のみ運行。
- 岩間循環線
  - 20 市民病院 - 西本町 - 福知山駅前 - 市役所前 - 福知山城公園前 - 東堀 - 日吉ヶ丘団地 - 岩間会館前
    - 平日のみ運行。
- 福知山線
  - 32/31 市民病院 - 西本町 - 福知山駅前 - 市役所前 - 福知山城公園前 - 前田 - 土 - 石原 - 高津 - 綾部駅前
- 長田野線
  - 33 市民病院→西本町→福知山駅前→市役所前→福知山城公園前→前田→長山→中坂→高等技術専門学校前→東平野町→土→前田→福知山城公園前→市役所前→福知山駅前→西本町→市民病院（循環）
- 川北線
  - 42/41 福知山駅前 - 総合庁舎前 - 市民病院 - 西本町 - 広小路 - 三段池 - 川北 - 報恩寺口 - 山野口
- 三段池線（日本交通 (福知山市)の運行）
  - 44/43 福知山駅前 - 西本町 - 広小路 - 三段池 - 三段池体育館前
- 夜久野線
  - 52/51 福知山駅前 - 西本町 - 市民病院 - 厚 - 上川口 - 下夜久野駅前
- 小牧線
  - 54/53 福知山駅前 - 西本町 - 市民病院 - 厚 - 榎原 - （奥榎原） - 榎原 - 小牧
    - 一部の便は奥榎原を経由しない。
- 三和線（西日本ジェイアールバス園福線の代替路線）
  - 72/71 市民病院 - 西本町 - 福知山駅前 - 市役所前 - 福知山城公園前 - 土師新町 - 長田野中橋 - 長田 - 丹波岩崎 - 下ノ段（三和分校） - 細見千束 - 菟原 - 丹波大身
    - 菟原で中京交通の園福線と接続する。
    - 京都交通ではPiTaPa・ICOCA等の交通系ICカードを導入していないため、交通系ICカード全国相互利用サービス対応のICカードは利用できなくなった（中京交通では引き続き利用可能）。

### 舞鶴観光周遊バス「プリーズ号」
舞鶴市が京都交通に委託運行していたバスで、2006年11月26日まで運行されていた。舞鶴に点在する主要観光地を土・日・祝日に循環運転する。
料金は距離に関係なく運転協力費として100円を支払うシステムになっている。

#### 停留所
西舞鶴駅 - 自衛隊桟橋 - 赤れんが博物館 - 東舞鶴駅 - 引揚記念館 - 舞鶴親海公園 - まいづるベイプラザ - 東舞鶴駅 - 赤れんが博物館 - 自衛隊桟橋 - 五老スカイタワー - 舞鶴港とれとれセンター - 西舞鶴駅

#### 運行車両
- 日野 レインボーHR 7m
  - 元・旧京都交通（園部→亀岡（現京阪京都交通エリア）、登録番号は変更なし）
- 三菱ふそう エアロミディMJ
- 日野 リエッセ

## 乗車券
舞鶴地区において、同社が運行する一般路線バスに1日乗車できるフリー乗車券「舞鶴かまぼこ手形」を1000円で発売している。

## 車両
旧京都交通時代は日野自動車製と三菱ふそう製がメインだったが、新会社移行後は日交グループ他社と同様、高速バス・貸切バスは三菱ふそう製、一般路線車は三菱ふそう製と日野・リエッセを主に導入していた。その後、三菱ふそうが中型バスの製造を中止したため、中型路線車はいすゞ・エルガミオと日野・レインボーが導入されている。三和線は専用のいすゞ・エルガミオノンステップバスが使用されている。
自社発注の車両が中心の陣容だが、親会社の日本交通（大阪・鳥取・神戸）から移籍してきた車両もある。

### 車両無線番号
京都交通の車両には各営業所別に車両無線番号が割り振られている。これは日交グループ近畿地区各社（日本交通 (大阪府)・日交シティバス・京都交通）共通である。
- 京都交通 800番台
  - 舞鶴営業所 800 - 860番台
  - 福知山営業所 870 - 890番台

転属を行った場合は無線機の番号も変更される。廃車などで欠番が出た場合その番号は再利用される。